# The Music Machine
The Music Machine var ett amerikanskt garagerockband, aktivt under andra halvan av 1960-talet. Det leddes av sångaren och låtskrivaren Sean Bonniwell och hade sin största framgång med topp 20-singeln "Talk Talk".
Bandet bestod ursprungligen utöver Bonniwell av Keith Olsen (basgitarr), Ron Edgar (trummor), Doug Rhodes (orgel/piano) och Mark Landon (gitarr). De kallade sig ursprungligen The Ragamuffins men bytte till The Music Machine 1966, samma år som deras debutalbum (Turn On) The Music Machine gavs ut på skivbolaget Original Sound. Albumet innehöll "Talk Talk" och den mindre hiten "The People in Me".
Debutalbumet blev det enda med gruppens originaluppsättning. På nästa album, som gavs ut av Warner Bros. 1967, var endast Bonniwell kvar och bandet hade bytt namn till The Bonniwell Music Machine. Efter albumet lades bandet ner. En del tidigare outgivet material av gruppen gavs 2000 ut på samlingsalbumet Ignition.
Sean Bonniwell avled den 20 december 2011 av lungcancer.

## Diskografi
Studioalbum
- 1966 – (Turn On) The Music Machine
- 1967 – The Bonniwell Music Machine

Samlingsalbum
- 1984 – Best Of The Music Machine
- 1995 – Beyond The Garage
- 1997 – Rock 'N' Roll Hits
- 1999 – Turn On: The Very Best Of The Music Machine
- 2000 – Ignition
- 2006 – The Ultimate Turn On

Singlar
- 1966 – "Talk Talk" / "Come On In"
- 1967 – "The People in Me" / "Masculine Intuition"
- 1967 – "Double Yellow Line" / "Absolutely Positively"
- 1967 – "The Eagle Never Hunts the Fly" / "I've Loved You"
- 1967 – "Hey Joe" / "Taxman"
- 1969 – "Advise and Consent" / "Mother Nature, Father Earth"

Singlar som The Bonniwell Music Machine
- 1967 – "Bottom of the Soul" / "Astrologically Incompatible"
- 1968 – "Me, Myself And I" / "Soul Love"
- 1968 – "Tin Can Beach" / "Time Out for a Daydream"
- 1968 – "You'll Love Me Again" / "To The Light"
- 1985 – "Point of No Return" / "No Girl Gonna Cry"